# Prionolabis extensa
Prionolabis extensa är en tvåvingeart som först beskrevs av Alexander 1958.  Prionolabis extensa ingår i släktet Prionolabis och familjen småharkrankar. Inga underarter finns listade i Catalogue of Life.